# 입맞춤 (KBS 예능)
《입맞춤》은 2019년 3월 5일부터 2019년 3월 26일까지 방영되는 KBS 2TV에서 텔레비전 프로그램이다. 원래는 파일럿을 편성했으나, 정규 편성은 무산되었다.

## 방송 시간
| 방송 채널 | 방송 기간                        | 방송 시간 | 방송 시간                    | 비고           |
| --------- | -------------------------------- | --------- | ---------------------------- | -------------- |
| KBS 2TV   | 2019년 3월 5일 ~ 2019년 3월 26일 | 1부       | 매주 화요일 밤 11:10 ~ 11:50 | 파일럿 (4부작) |
| KBS 2TV   | 2019년 3월 5일 ~ 2019년 3월 26일 | 2부       | 매주 화요일 밤 11:50 ~ 12:30 | 파일럿 (4부작) |

## 출연진
- MC: 김종국, 소유
- 여성 플레이어: 소유, 송소희, 문별, 펀치
- 남성 플레이어: 산들, 남태현, 최정훈, 손태진, 딘딘

## 제작발표회
본 방송을 하루 앞두고 2019년 3월 4일 오후, 서울 영등포구 KBS본사의 누리동 건물 쿠킹스튜디오에서는 제작발표회를 겸한 기자간담회가 열렸다. 조충현 아나운서의 사회로 진행된 이날 행사에는 연출을 맡은 정미영 PD와 소유, 문별, 펀치, 산들, 남태현, 최정훈, 손태진이 참석했다.

## 시청률
| 회차 | 방송일          | AGB 시청률 |
| 회차 | 방송일          | 전국       |
| ---- | --------------- | ---------- |
| 1    | 2019년 3월 5일  | 1.5%       |
| 1    | 2019년 3월 5일  | 1.3%       |
| 2    | 2019년 3월 12일 | 1.6%       |
| 2    | 2019년 3월 12일 | 1.4%       |
| 3    | 2019년 3월 19일 | 1.5%       |
| 3    | 2019년 3월 19일 | 1.3%       |
| 4    | 2019년 3월 26일 | 2.0%       |
| 4    | 2019년 3월 26일 | 1.8%       |